# Бызын
Бызын (болг. Бъзън) — село в Болгарии. Находится в Русенской области, входит в общину Ветово. Население составляет 1 237 человек.

## Политическая ситуация
В местном кметстве Бызын, в состав которого входит Бызын, должность кмета (старосты) исполняет Пакизе Шабан Расим (независимый) по результатам выборов.
Кмет (мэр) общины Ветово — Рейхан Ахмед Хабил (Движение за права и свободы (ДПС)) по результатам выборов.